# لوسيندا ديكي
لوسيندا ديكي (بالإنجليزية: Lucinda Dickey)‏ هي راقصة وممثلة أمريكية، ولدت في 14 أغسطس 1960 في هتشنسون في الولايات المتحدة.

## وصلات خارجية
- لوسيندا ديكي على موقع IMDb (الإنجليزية)
- لوسيندا ديكي على موقع قاعدة بيانات الفيلم (الإنجليزية)